# Mamoea pilosa
Espèce
Synonymes
- Cambridgea pilosa Bryant, 1935

Mamoea pilosa est une espèce d'araignées aranéomorphes de la famille des Desidae.

## Distribution
Cette espèce est endémique de Nouvelle-Zélande.

## Publication originale
- Bryant, 1935 : Some new and little known species of New Zealand spiders. Records of the Canterbury Museum, vol. 4, p. 71-94.